# Eurybia jonesiae
Eurybia jonesiae là một loài thực vật có hoa trong họ Cúc. Loài này được (Lamboy) G.L.Nesom mô tả khoa học đầu tiên năm 1995.